# L'aventure est au coin de la rue
Pour plus de détails, voir Fiche technique et Distribution.
L'aventure est au coin de la rue est un film français réalisé par Jacques Daniel-Norman, sorti en 1944.

## Synopsis
Un jeune homme riche, Pierre Trévoux, a des envies d'aventure et se vante de son courage. Alors qu'il séjourne chez des amis à la campagne, ses hôtes, pour lui jouer un tour, organisent un faux cambriolage, mais il découvre le canular. Lorsqu'il rentre chez lui, il trouve sa maison cambriolée. Convaincu que le jeu continue, il ne comprend pas qu'il a affaire à de vrais gangsters. Son inconscience lui permet de mettre en déroute les malfaiteurs.

## Fiche technique
- Titre : L'Aventure est au coin de la rue
- Réalisation : Jacques Daniel-Norman
- Assistant réalisateur : Roger Blanc
- Scénario : Jacques Daniel-Norman, Jacques Berland, Henri Jeanson (non crédité)
- Script-girl : Marguerite Compère
- Musique : Vincent Scotto et Roger Roger; dirigée par ce dernier
- Directeur de la photographie : Claude Renoir
- Cameraman : Henri Tiquet
- Photographe de plateau : Rémy Duval
- Décors : Robert Hubert
- Ingénieur du son : Robert Teisseire
- Montage : Marguerite Renoir
- Producteurs : Sacha Gordine, Adrien Remaugé, Lucien Viard
- Sociétés de production : Pathé, Bervia Films
- Société de distribution : Pathé
- Pays de production : France
- Format : Noir et blanc - 1,37:1 - Mono - 35 mm
- Genre : Comédie policière
- Durée : 98 minutes
- Tournage : à partir du 6 septembre 1943 aux Studios Francœur
- Date de sortie : 18 février 1944

## Distribution
- Raymond Rouleau : Pierre Trévoux, un jeune homme riche en mal d'aventure
- Michèle Alfa : la chanteuse Adria-Adria
- Suzy Carrier : Arlette Derives, la nièce d'une châtelaine, dont Pierre est amoureux
- Denise Grey : Madame Laurat-Dossin, une châtelaine excentrique, la tante d'Arlette
- Roland Toutain : Georges Bardin, un ami de Pierre
- Jean Parédès : Paul Roulet, un voleur
- René Génin : Louis
- Paul Amiot : L'inspecteur Pillot, qui enquête sur un vol de timbres
- Palau : Le baron
- Charles Rigoulot : Gros Marcel
- Michel Vitold : Waldo
- Manuel Gary : Vulcain
- René Alié : Raymond
- Julien Maffre : Le bigle
- Jérôme Goulven : Fernand Moussat, un type louche
- Marguerite Ducouret : Eugénie
- Denise Benoît : Jeanne
- Odette Talazac : La concierge
- Louisette Harry : Marinette
- Arlette Merry : Hèléne
- Lucienne Legrand (sous le nom de Lucienne Vigier) : Simone
- Françoise Christian : Jeanne
- Clara Pasquier : Monique
- Léna Darthès : La dame du vestiaire
- Louis Lorsy : L'Inspecteur Chamas
- Jacques Derives : Le valet de chambre
- Jacques Morel (sous le nom de Jacques Murel) : L'homme mystérieux
- Marcel Talmont : Firmin
- Paul Demange : Le monsieur qui se fait voler son auto
- Jean Marconi : Robert, un ami de Georges
- André Valmy : Étienne
- Georges Gosset
- Christian Joy : Royer
- Pierre Gillier : Jean
- Roger-Roger : Le chef d'orchestre
- Pierre Flourens
- Pierre Genu : un inspecteur
- Roger Vincent : un spectateur de la boîte de nuit
- Dick : un homme masqué
- Raymond Loyer : un homme masqué
- Porasse : un homme masqué
- Stritt : un inspecteur